# The Amazing Spider-Man (spel)
The Amazing Spider-Man är ett open world action/äventyr spel till PlayStation 3, Xbox 360, Wii, Nintendo DS, Nintendo 3DS och Microsoft Windows. Det släpptes den 26 juni 2012 i USA och i Europa den 29 juni 2012.
The Amazing Spider-Man är baserad på filmen med samma namn. Seamus Kevin Fahey har skrivit spelet och det utspelar sig efter händelserna  i filmen.
Den 28 juli 2012 släpptes spelet till Iphone, Ipad och till Android-enheter.

## Handling
Den nya Oscorp anställde Alistair Smythe som är en expert på nanoteknik, skapar flera nya arter med hjälp av Dr. Curt Connors forskning. Men arterna lyckas fly och orsakar kaos i Manhattan. För att bekämpa arterna skapar Smythe en stor grupp av robotar, men orsakar mer skada på staden. Det är nu upp till Spider-Man för att rädda staden från både arterna och robotarna.

### Skurkar (i urval)
- Rhino[10]
- Iguana[11]
- Felicia Hardy[12]
- Vermin, Scorpion, The Lizard[13] och den nya figuren Nattie som är specifikt skapad för spelet.[14]

## Om spelet
The Amazing Spider-Man blev först utannonserat på New York Comic Con 2011. Spelet är utvecklad av Beenox, utvecklingsteamet bakom de två senaste Spider-Man spelen, Spider-Man: Shattered Dimensions och Spider-Man: Edge of Time, och utgivet av Activision. Det första konceptet av spelet släpptes den 10 november 2011 och den 10 december 2011 visades den första trailern. Från början var det tänkt att spelet skulle bara släppas till PlayStation 3, Xbox 360, Wii, Nintendo DS, Nintendo 3DS. Men senare meddelades det att spelet kommer att även släppas till Microsoft Windows, den 10 augusti 2012. Om man förhandsbokade från Amazon.com kan man spela som Spider-Mans skapare Stan Lee och om man gjorde det från GameStop kan man spela som Rhino. I spelet kan man hitta serietidningar, som Amazing Fantasy #15 (Spider-Mans första framträdande), och sedan läsa dom.

### Röster (i urval)
- Sam Riegel – Peter Parker / Spider-Man[22]
- Kari Wahlgren – Gwen Stacy
- Steven Blum – Dr. Curt Connors / The Lizard, Vermin
- Claudia Black – Whitney Chang
- Nolan North – Alistair Smythe
- Fred Tatasciore – Rhino
- Ali Hillis – Felicia Hardy
- Stan Lee – Sig själv[23]
- Bruce Campbell – Xtreme Reporter[24]
- David Lodge – Anthony Harper